# Terra (geslacht)
Terra is een geslacht van vlinders van de familie Lycaenidae, uit de onderfamilie Lycaeninae.

## Soorten
- T. andevaga Johnson
- T. calchinia (Hewitson, 1868)
- T. cana (Hayward, 1950)
- T. chilica (Schaus, 1902)
- T. hispaniola Johnson & Matusik, 1988
- T. hyccara (Hewitson, 1868)
- T. tera (Hewitson, 1878)